# SkiFree
SkiFree est un jeu vidéo créé par Chris Pirih, sorti en 1991 dans le Microsoft Entertainment Pack. Le principe du jeu consiste à contrôler un skieur qui descend une piste infinie en montagne, tout en évitant les obstacles. Le jeu est souvent cité pour le personnage de l'Abominable Homme des Neiges, qui poursuit le joueur à la fin de chaque course.

## Concept du jeu
Le joueur contrôle un skieur à travers un décor représentant la neige sur la montagne. Le but du jeu est de skier le long d'une pente infinie tout en évitant les obstacles. Le jeu inclut trois modes : Slalom, Free Style et Tree Slalom. Dans le mode Slalom, le joueur skie entre deux rangées de drapeaux (rouges et bleus) en essayant de faire le meilleur temps. En mode Free Style, le joueur skie sur la pente tout en faisant des figures pour marquer des points. Le mode Tree Slalom se joue comme le mode Slalom, les drapeaux étant remplacés par des arbres, des souches d'arbres et des chiens. Un mode Free Ski permet de skier librement, sans objectif particulier. Quand le joueur dépasse les 2 000 mètres, l'Abominable Homme des Neiges apparaît et commence à poursuivre le skieur afin de l'attraper et le manger.

## Création du jeu
Chris Pirih, développeur chez Microsoft, a programmé SkiFree en C sur son ordinateur personnel pour son propre plaisir et sa soif d'apprendre. Le jeu suscita alors l'intérêt d'un manager ayant vu Chris Pirih jouer à son jeu au travail. Avec le consentement de Pirih, Microsoft inclut le jeu dans le Microsoft Entertainment Pack sorti en 1991. 
Le jeu apparut aussi dans le Best of Windows Entertainment Pack et fut porté sur Macintosh. SkiFree fut aussi porté sur Game Boy Color en 2001. 
En 1993, Pirih commença à travailler sur une seconde version du jeu, mais il abandonna pour d'autres projets après avoir perdu le code source du jeu. Cette nouvelle version vit enfin le jour en 2024.
La version originale de SkiFree étant un programme Windows 16-bit, des erreurs de compatibilités empêchent de lancer le jeu dans les versions récentes de Windows. Pirih remarqua que les utilisateurs de Windows XP peuvent configurer leur système d'exploitation pour lancer des programmes Windows 16-bit, réglant ainsi en partie le problème. D'autres solutions existent, comme lancer Windows 3.1 dans DOSBox.
Le 4 avril 2005, Pirih annonça qu'il avait retrouvé le code source du jeu et créa une version 32-bit de SkiFree. La version à jour est disponible gratuitement sur le site officiel du jeu.

## Système de jeu
Au lancement du jeu, le joueur a quatre choix :
- La piste Free-Style, dont l'objectif est de collecter des points de style en exécutant des figures, en prenant les rampes, etc.
- La piste Slalom, dont l'objectif est de compléter le slalom le plus rapidement possible
- La piste Tree Slalom, semblable à la piste Slalom, mais plus longue, avec des drapeaux plus espacés et des arbres dispersés.
- Ne choisir aucune piste et skier librement

Sur toutes les pistes apparaissent des obstacles comme des arbres ou des rochers, ainsi que d'autre skieurs ou snowboardeurs. Entrer en collision avec un obstacle fait perdre du temps et des points au joueur.
Un mode caché, le fast mode, est accessible en appuyant sur la touche F du clavier.

## Informations sur le jeu
- Apparence du joueur – Le personnage jouable est un skieur portant un bonnet rouge, des moufles, des lunettes de soleil bleues et une veste bleue par-dessus un pull violet. Ses bottes sont vertes et ses skis sont jaunes.
- Contrôles – Le jeu se contrôle avec le clavier ou la souris.
- Terrain 
  - Arbres – petit, grand ou morts. Les arbres morts brûlent lorsque le skieur saute par-dessus.
  - Rochers
  - Sauts – une barre multicolore qui propulse le skieur dans les airs lorsqu'il passe dessus
  - Souches d'arbres – arborent un champignon
  - Bosses – isolées ou en groupe
  - Télésièges et bâtons de ski
  - Drapeaux de slalom
- Obstacles mouvants
  - Skieurs novices
  - Snowboardeurs
  - Chiens
  - Arbres mouvants
- Le compteur de score

## L'Abominable Homme des Neiges
Lorsque le joueur a terminé sa course, le jeu ne s'arrête pas. Le joueur continue à skier jusqu'à rencontrer l'Abominable Homme des Neiges, qui le poursuit et tente de le manger. Le but est de skier pour survivre le plus longtemps possible avant d'être mangé.
Le monstre apparaît après que le joueur a parcouru 2 000 mètres, et le poursuit le long de la pente à très grande vitesse. Plus loin dans la course, un autre monstre se joint à la poursuite. Dans le "fast mode", une route cachée permet de les éviter tous les deux, mais cela a pour conséquence d'inverser le compteur de distance, qui passe à -2000 mètres. Le décor du jeu boucle sur lui-même, et tout ce qui se trouve en dehors des limites de la piste déclenche l'apparition du monstre. Cependant, si le joueur retourne à l'intérieur des limites invisibles, le monstre s'arrête.
D'autres monstres des neiges apparaissent lorsque le joueur parcourt 125 mètres vers le haut à partir du point de départ, ou 500 mètres sur la gauche ou la droite. Il est possible (mais difficile) d'être poursuivi par le monstre tout le long de la course, de -125 mètres à 1 985 mètres, générant alors une poursuite avec deux ou trois monstres après la fin de la course.